# It Is In Us All
It Is In Us All es una película de suspenso irlandesa de 2022 escrita y dirigida por Antonia Campbell-Hughes. La película está protagonizada por Cosmo Jarvis, Antonia Campbell-Hughes, Rhys Mannion, Keith McErlean, Claes Bang y Mark O'Halloran. La película se estrenó en SXSW el 14 de marzo de 2022.

## Sinopsis
Un londinense regresa a su patria ancestral de Donegal, Irlanda, y es atraído por un adolescente que casi lo mata en un accidente automovilístico.

## Reparto
- Cosmo Jarvis como Hamish Considine
- Rhys Mannion como Evan
- Antonia Campbell-Hughes como Cara Daly
- Keith McErlean como Gabriel
- Mark O'Halloran como el padre Mark
- Lalor Roddy como abuelo
- Pauline Hutton como recepcionista de Avis
- Shashi Rami como Bradley
- Isaac Heslip como Riley
- Claes Bang como Jack Considine
- Peter Trant como el oficial Kiely

## Producción
El 23 de febrero de 2020, se anunció que Jim Sturgess protagonizaría el debut como directora de Antonia Campbell-Hughes It Is In Us All.
La fotografía principal comenzó el 14 de octubre de 2020 y concluyó el 14 de noviembre de 2020 en Donegal, Irlanda.